# Upeneus guttatus
Upeneus guttatus (Day, 1868) è un pesce perciforme appartenente alla famiglia Mullidae.